# Team
«Team» (с англ. — «Команда») — песня, записанная австралийской хип-хоп-исполнительницей Игги Азалией. Она была выпущена 18 марта 2016 года на лейбле Def Jam в качестве лид-сингла с второго студийного альбома исполнительницы Digital Distortion, релиз которого впоследствии был отменён. Трек был написан самой Азалией в со-авторстве с Биби Рексой и Лорен Кристи, продюсерами выступили члены коллектива D.R.U.G.S., ранее работавшие с Азалией над её дебютным микстейпом Ignorant Art (2011). В песне используется интерполяция композиции «Back That Thang Up» 1999 года, которую написали и исполнили Juvenile, Лил Уэйн и Мэнни Фреш.

## Предыстория и релиз
В октябре 2015 года Игги Азалия объявила, что её второй студийный альбом будет называться Digital Distortion и выйдет в 2016-м году вместе с разогревающим треком под названием «Azillion» и ведущим синглом проекта, премьера которого состоится перед выпуском альбома. Во время Q&A с фанатами в Твиттере, она рассказала, что лид-сингл будет называться «Team», а позже поделилась фрагментом трека и уточнила: "«TEAM» — заглавный трек. Это означает: Я сама себе босс, я сама себе команда: 20 % лирики, 70 % успеха, 10 % восторга". В марте 2016 года Игги объявила, что песня выйдет 18 марта и показала обложку сингла, представляющую собой «красочно искаженный» портрет Азалии в белой кепке. Она также поделилась вторым фрагментом песни, где звучали строчки: «Да, это всё, что мне нужно / Это всё, что мне нужно / Детка, у меня есть Я, единственный друг, который мне нужен / В моей команде играют такие, как Я».
Во время декабрьского интервью etalk, Азалия прокомментировала свой предстоящий альбом: «Мой лид-сингл — сольный, и это было моей целью номер один — попытаться создать сильную песню, не нуждаясь в том, чтобы её пел кто-то ещё». «Было приятно вернуться к созданию песни, в которой мне нужно было думать только о себе». Говоря позже о том, как собственный опыт повлиял на создание трека, Азалия сказала: «Если все пытаются на меня нападать, то мне придётся поддерживать себя, держать удар в одиночку. Я не нуждаюсь в ком-то или в чём-то ещё. Я буду решать проблемы в своём стиле». 14 марта Игги продолжила тизерить трек в Твиттере, опубликовав ещё одно превью, сказав: «Кайли Дженнер, мы знаем, что формально ты Дженнер, но в наших сердцах ты остаёшься Кардашьян», тем самым намекая на слова из песни, являющиеся каламбуром: «Новый супер-кар, дэш в бак / Называйте меня Кайли». 18 марта «танцевальное видео» на песню «Team» было загружено на YouTube-канал Азалии, а трек стал доступен для цифровой загрузки. После релиза он сразу же возглавил чарт Billboard + Twitter Trending 140, став «самым популярным и обсуждаемым треком в социальных сетях в течение пяти часов подряд до полудня по восточному времени».

## Композиция и продакшн
«Team» — песня в стиле электро-хоп. Припев исполняет сама Азалия. В лирическом плане она описывает независимость и уверенность в себе, исполняется под «командные, головокружительные» барабаны, согласно изданию Rap-Up. Наряду с темой независимой женщины, он также содержит предупреждение не связываться с бандой Азалии. Льюис Корнер и Эми Дэвидсон из Digital Spy посчитали, что эта песня «одновременно об одиночестве и инклюзивности», поскольку Азалия позиционирует себя как «армию из одной женщины-лидера, готового к захвату». Говоря о важности трека, Игги пояснила: «Глядя на более широкую картину, я просто думаю, что для меня было важно иметь свой собственный голос — показать рост, показать, что я могу нести свою собственную песню». Продвигая сингл, Игги подробно рассказала в интервью о трудностях, с которыми она столкнулась в своей жизни и карьере во время работы над будущим альбомом. Песня также символизирует возвращение Азалии в музыку, показывая, что она переключила своё внимание и связала послание со своей жизнью: «Это о критике, которая меня всегда окружала. Это просто моя песня и мы знаем, о чём она. Она обо мне. Она очень личная».
Азалия написала песню вместе с Лорен Кристи и Биби Рексой после того, как в конце 2015 года они поработали над «несколькими хуками в последнюю минуту». Это стало результатом ещё трёх продуктивных встреч. Сингл был записан в октябре 2015 года и спродюсирован  коллективом D.R.U.G.S., которые ранее работали над дебютным микстейпом Азалии Ignorant Art (2011) после того, как она попросила их стать исполнительными продюсерами её второго студийного альбома Digital Distortion, возобновив с ними связь в 2015 году. В песне «Team» используется интерполяция композиции «Back That Thang Up» 1999 года, которую написали и исполнили Juvenile, Лил Уэйн и Мэнни Фреш. Игги говорила, что её сингл изначально не был интерполяцией трека, но звучал похоже, и это побудило её внести в него пару изменений, и ей показалось правильным оставить всё как есть, вместо того, чтобы пытаться отойти от него или же взять что-то малое, поскольку в нём уже был тот элемент из песни, который звучал похоже. Игги рассказала: «Мэнни Фреш и все остальные позвонили нам и сказали, что им понравилась песня, поэтому я очень рада, что в моём новом сингле появился любимый рэп из детства».

## Видеоклип
Азалия подтвердила, что музыкальное видео на «Team» находится в производстве в начале марта 2016 года, говоря о визуальных эффектах: «Я закончила монтаж „Team“ вчера вечером и очень довольна тем, как всё обернулось. Танцоры в видео просто подарили мне вечную жизнь, я не могу дождаться, когда вы увидите этих девушек». Премьера «танцевального видео» состоялась 18 марта, в него вошли некоторые строчки песни и, по описанию Азалии, одиннадцать «танцоров в джинсовых одеждах разного танцевального происхождения, которые передвигаются по огромному лофту».
Премьера видеоклипа, режиссёром которого выступил Фабьен Монтик, состоялась 31 марта 2016 года на официальном YouTube-канале Азалии.
По словам Игги, сюжет клипа вращается вокруг нескольких клонов её самой и центральной темы «бегства от самой себя, а затем спасением себя самого», уточнив, что «всегда приходится терять себя, а затем обретать и исправлять все ошибки самостоятельно». Азалия пояснила фанатам, что разрисовывание частного самолёта было позицией против истеблишмента, сказав: «Самолёт — это истеблишмент. Нанесение на него краски — это борьба с истеблишментом. Люди пытаются втянуть меня в это. Мои другие „Я“, СМИ — это тоже истеблишмент».

Я чувствовала, что определённо не контролирую то, как СМИ рассказывают обо мне. Это заставило меня понять, что я не контролирую свою собственную жизнь или способность иметь своё собственное представление о том, кем я являюсь. Вы же не захотите, чтобы кто-то другой  писал вашу историю, делая из вас злодея.— интервью.

## Отзывы
Сингл получил в основном положительные отзывы от музыкальных критиков. Кэролин Меньес из Music Times заявила, что этот трек «демонстрирует новое чувство независимости Азалии, как в лирическом плане, так и в выпуске сингла, в котором она единственная звезда, а хук трека не даёт об этом забыть». В своей статье для Fuse Джейсон Липшуц упомянул, что Азалия «Доносит до публики: „Детка, у меня есть Я / И это всё, что мне нужно“ в момент рычащей независимости; демонстрация такого настроя под силу не каждому, но Игги справляется с этим на отлично благодаря цепляющему припеву». Карл Уиллиотт из Idolator сказал, что песня «построена на металлическом, пульсирующем и прыгающем басе, который полностью соответствует названию альбома, так что даже хейтерам Игги придётся признать, что этот бит качает». Робби Доу из того же издания похвалил Азалию за то, что она «сосредоточилась на своём собственном бренде запоминающегося поп-рэпа», а Майк Васс добавил, что трек «явно вызывающий», и похвалил решение Азалии воссоединиться со своими прежними продюсерами её микстейпных времён, которые умело оттачивают «её поп-чувствительность» с «острыми трэп-битами». Геррик Д. Кеннеди из Los Angeles Times отметил «бодрый электро-бит и мотивационный припев» сингла, написав: «Композиция, звучащая как гимн, включает в себя лёгкий припев, который наверняка с лёгкостью войдёт в ротацию поп-радио».
Ванесса Джексон из Bustle прокомментировала: «Если „Team“ является хорошим показателем того, что будет дальше, то Digital Distortion, естественно, будет полон танцевальных битов и нескольких хорошо поставленных диссов». Ян Монро из V назвал его «гимном», предсказав, что это «будет ещё один хит в дискографии Игги», а также похвалил «впечатляющее» танцевальное видео. Ангус Уокер из HotNewHipHop назвал этот трек «одним из самых тяжело звучащих проектов Игги со времён её ранних синглов, поскольку она демонстрирует зажигательные куплеты поверх искажающего и насыщенного басами бита». Мэтью Доннелли из PopCrush заявил, что эта песня «быстро станет верной вещью для радио, потому что в ней есть качающий бас и собственный подход Игги к рэп-исполнению». Мелисса Руджери из The Atlanta Journal-Constitution сказала, что «Азалия собирается покорить клубы и танцполы со своим резким и ударным новым синглом». Саша Геффен из MTV.com написала: «В отличие от „Team“ Лорд, новый трек Игги посвящен заботе о себе и тому, чтобы быть своим самым большим болельщиком». Крейг Дженкинс из Noisey похвалил продакшн трека и исполнение Азалии, сказав: «Одну минуту „Team“ представляет собой быстрый гибрид EDM-рэпа, а через следующую он превращается в новоорлеанский отскок, а затем внезапно происходит трэп обрыв».

## Живые выступления
Азалия впервые исполнила «Team» вживую на Ночном шоу с Джимми Фэллоном 22 марта 2016 года. Она закрыла церемонию вручения наград iHeartRadio Music Awards 2016 3 апреля 2016 года исполнением этого трека. Игги также исполнила «Team» на шоу Эллен ДеДженерес 7 апреля, в программе «Поздняя ночь с Сетом Мейерсом» 28 апреля и в программе Good Morning America 10 июня 2016 года. Пре-рекорд песни звучал в восьмом сезоне шоу Nick Cannon Presents: Wild 'N Out на канале MTV. Азалия исполнила песню на гей-параде в Майами-Бич для своих поклонников, принадлежащих к ЛГБТ-сообществу.

## Чарты
| Чарты (2016)                           | Высшая позиция |
| -------------------------------------- | -------------- |
| Австралия (ARIA)                       | 40             |
| Бельгия/Фландрия (Ultratop Urban)      | 27             |
| Канада (Billboard Canadian Hot 100)    | 41             |
| CHR/Top 40 (Billboard)                 | 40             |
| Чехия (Singles Digitál Top 100)        | 60             |
| Франция (SNEP)                         | 89             |
| Германия (Deutsche Black Charts)       | 9              |
| Новая Зеландия (RMNZ)                  | 6              |
| Португалия (AFP)                       | 75             |
| Румыния (Airplay 100)                  | 85             |
| Шотландия (Scottish Singles Chart)     | 43             |
| Словакия (Singles Digitál Top 100)     | 51             |
| Великобритания (UK Singles Chart)      | 62             |
| Великобритания (UK R&B Chart)          | 12             |
| США (Billboard Hot 100)                | 42             |
| США (Billboard Dance/Mix Show Airplay) | 34             |
| США (Billboard Hot Rap Songs)          | 8              |
| США (Billboard Mainstream Top 40)      | 23             |
| США (Billboard Rhythmic)               | 35             |

| Чарты (2016)                      | Высшая позиция |
| --------------------------------- | -------------- |
| Германия (Deutsche Black Charts)  | 89             |
| США Rap Digital Songs (Billboard) | 45             |

## Сертификации
| Регион                                                                      | Сертификация | Продажи |
| --------------------------------------------------------------------------- | ------------ | ------- |
| США (RIAA)                                                                  | Золотой      | 500 000 |
| Данные о продажах + прослушиваниях приведены только на основе сертификации. |              |         |

## История релиза
| Регион | Дата          | Формат                    | Лейбл     | Прим.  |
| ------ | ------------- | ------------------------- | --------- | ------ |
| Мир    | 18 марта 2016 | Цифровая загрузка         | Def Jam   | [ 75 ] |
| США    | 5 апреля 2016 | Rhythmic contemporary     | Def Jam   | [ 76 ] |
| США    | 5 апреля 2016 | Contemporary hit radio    | Def Jam   | [ 77 ] |
| Италия | 13 мая 2016   | Contemporary hit radio    | Universal | [ 78 ] |
| Мир    | 13 мая 2016   | Цифровая загрузка (Remix) | Def Jam   | [ 79 ] |